# Parti général de la libération et du développement
Le Parti général de la libération et du développement (en néerlandais : Algemene Bevrijdings- en Ontwikkelingspartij abrégé ABOP) est un parti politique surinamais fondé et présidé par l'ancien dirigeant rebelle Ronnie Brunswijk en 1990 après l'expulsion de plusieurs membres du BEP. L'ancien vice-président du Suriname, Robert Ameerali, est membre de l'ABOP.
En raison de sa séparation initial du BEP, l'ABOP est également plus populaire parmi la communauté marron du pays, en particulier dans les régions intérieures du pays.
En 2020, le Parti général de la libération et du développement forme un gouvernement de coalition avec le Parti de la réforme progressiste du nouveau président Chan Santokhi. Le chef Ronnie Brunswijk devient le nouveau vice-président du Suriname.

## Résultats électoraux

### Élections législatives
| Élection | Votes  | %     | Siège  | +/–           | Gouvernement        |
| -------- | ------ | ----- | ------ | ------------- | ------------------- |
| 1991     | 616    | 0,39  | 0 / 51 | en stagnation | Extra-parlementaire |
| 1996     | 2 360  | 1,36  | 0 / 51 | en stagnation | Extra-parlementaire |
| 2000     | 3 160  | 1,73  | 0 / 51 | en stagnation | Extra-parlementaire |
| 2005     | 15 867 | 4,70  | 5 / 51 | 5             | Gouvernement        |
| 2010     | 11 176 | 4,70  | 7 / 51 | 2             | Gouvernement        |
| 2015     | 27 374 | 10,63 | 5 / 51 | 2             | Opposition          |
| 2020     | 24 956 | 9,08  | 9 / 51 | 3             | Gouvernement        |